# Helina polychaeta
Helina polychaeta är en tvåvingeart som beskrevs av Huckett 1966. Helina polychaeta ingår i släktet Helina och familjen husflugor.
Artens utbredningsområde är Kalifornien. Inga underarter finns listade i Catalogue of Life.